# Unidad (Osetia del Sur)
Unidad (en osetio: Иудзинад; en georgiano: ერთიანობის; en ruso: Единство) es partido político conservador de Osetia del Sur, un territorio con reconocimiento limitado que forma parte de iure de Georgia. 

## Historia
El partido fue fundado en 2003 por seguidores del presidente Eduard Kokoity y dirigido por Zurab Kokóyev. En las elecciones parlamentarias de 2009, el partido consiguió 17 de los 34 escaños en el parlamento de Osetia del Sur. 
El partido apoyó el rumbo del presidente Eduard Kokoity y del candidato presidencial Anatoli Bibílov. Sin embargo, Bibilov creó posteriormente su propio partido, Osetia Unida, que obtuvo más de la mitad de los escaños del parlamento en las elecciones de 2014, mientras que Unidad no obtuvo ni un solo escaño. 

## Ideología
Mantiene una ideología de características conservadoras, permaneciendo una década como el partido político más importante. Mantiene estrechos lazos con Rusia Unida, el partido del presidente ruso Vladímir Putin, con el que ha firmado un acuerdo de cooperación interpartidario.

## Resultados electorales
| Elección | Votos  | %     | Representantes | +/–         | Posición | Candidato     |
| -------- | ------ | ----- | -------------- | ----------- | -------- | ------------- |
| 2004     |        | 54,6  | 20/35          | Nuevo       | 1.º      | Zurab Kokóyev |
| 2009     | 21.246 | 46,32 | 17/35          | 3           | 1.º      | Zurab Kokóyev |
| 2014     | 1.219  | 6,02  | 0/35           | 17          | 6.º      | Zurab Kokóyev |
| 2019     | 630    | 2,83  | 0/35           | Sin cambios | 7.º      | Zurab Kokóyev |
| 2024     | 432    | 1,98  | 0/35           | Sin cambios | 7.º      | Zurab Kokóyev |